# Linda Nyberg
Linda Elise Margareta  Nyberg, född 30 december 1969, är en svensk kommunikatör och TV-journalist. Hon har bland annat arbetat som programledare på TV3, TV4, SVT och Al Jazeera English.

## Biografi
Linda Nyberg är statsvetare, sex års studier i Sverige (Uppsala Universitet), Kanada (University of Alberta, Edmonton) och Frankrike (Université de Sorbonne, Paris).
Nyberg började sin TV-karriär på TV3 via TV3 Direkt samt producent och programledare för Folkhemmet och den egna pratshowen Linda Nyberg. År 2000 var hon en av programledarna för Fångarna på fortet. Åren 2004–2007 arbetade hon på TV4, bland annat med den egna talkshowen Helt ärligt. Dessutom ledde hon serien Prinsar och prinsessor där hon intervjuade europeiska kungligheter. exempelvis med Nyhetsmorgon. 2008–2010 var Nyberg programledare på Gomorron Sverige. Hon var också programledare för Vetenskapsmagasinet 2008–2009 på SVT. Nyberg var en av programledarna under SVT:s direktsändning av Nobelfesten 2008 och 2009 samt för kronprinsessbröllopet 2010. 
Linda Nyberg har haft uppdrag som nyhetspresentatör för European Space Agency i Amsterdam och Guinness Record Show.
Under sommaren 2011 var hon nyhetsankare på Al Jazeera English, som har sitt huvudkontor i Doha, huvudstad i Qatar. Hon arbetar sedan 2010 för kanalen som korrespondent i Skandinavien. 
Åren 2011–2014 arbetade hon på medicinteknikföretaget Bactiguard, där hon var Vice President International Affairs and PR.
Linda Nyberg har också under 2012–2013 arbetat för Sveriges Radios P4 som programledare i Lotta Bromés program P4 Extra, där hon också fungerat som expertkommentator, bland annat under prinsessan Madeleines bröllop den 8 juni 2013.
I juli 2014 blev Nyberg programledare för Gomorron Sverige på SVT, parallellt med sitt arbete för Al Jazeera. Denna tjänst avslutade hon våren 2015 då hon istället fick anställning på SCA (senare Essity) som presschef. 1 oktober 2017 började hon på Apoteket som marknads- och kommunikationschef. Hon lämnade tjänsten på Apoteket vid årsskiftet 2018/2019. Sedan våren 2019 arbetar Nyberg på Mobil-gamingföretaget Flarie med bolagets kommunikation och globala strategi. Hon är dessutom styrelseledamot i företaget.

## TV-program
- 1999–2002 – Folkhemmet (TV3)
- 2003 – Linda Nyberg (TV3)
- 2004 – Helt ärligt (TV4)
- 2005 – Nyhetsmorgon (TV4) tillsammans med Jonas Gummesson
- 2007 – Prinsar & prinsessor (TV4)
- 2008 – Vetenskapsmagasinet (SVT)
- 2008 – Gomorron Sverige (SVT)
- 2009 – Vetenskapsmagasinet (SVT)